# Kölsch
|  | Aquest article tracta sobre la cervesa. Si cerqueu l'idioma, vegeu «Kölsch (idioma)». |

Kölsch és un estil de cervesa alemany produïda exclusivament a la ciutat de Colònia i la seva rodalia. És daurada, d'uns 5 graus d'alcohol i un gust suaument afruitat i lleugerament amarg. La principal particularitat de la Kölsch és el seu mètode d'elaboració, s'elabora com una cervesa de baixa fermentació (madurant-la a baixes temperatures, lageritzant-la) però amb llevats d'alta fermentació (fermentant-la a altes temperatures). El propòsit és obtenir una cervesa transparent amb l'aspecte d'una lager, molt de moda a principis del segle xx quan l'ús del vidre es va popularitzar, però sense renunciar del tot al sabor de la cervesa tradicional tipus ale. Aquesta particularitat l'emparenta amb l'estil de cervesa típic de la ciutat de Düsseldorf, l'Altbier. Totes dues ciutats mantenen una tradicional rivalitat expressada també en la qualitat de les seves cerveses.
La Kölsch és objecte d'una denominació d'origen europea i la seva producció està regulada a nivell local per la Koelsch Konvention, creada en un acord entre els cervesers de la regió. Així mateix és un producte culturalment molt lligat a la regió i a la ciutat de Colònia i esdevé pràcticament un símbol d'identitat i d'unitat social.